# Горбачёва, Вера Васильевна
Ве́ра Васи́льевна Горбачёва (ур. Тарасова; 1912, Ртищево — 1944, Равенсбрюк) — активная участница антифашистского подполья в Великую Отечественную войну, узница концлагеря Равенсбрюк.

## Биография
Вера родилась в 1912 году в посёлке Ртищево (ныне город) Сердобского уезда Саратовской губернии в семье машиниста. Окончила ртищевскую школу ФЗО. Вышла замуж за военного инженера-химика Виктора Михайловича Горбачёва. В начале 1940 года семья Горбачёвых переехала в город Брест.
В первые дни войны группа комсомолок, в которую входила Вера Горбачёва, открыла в подвале тайный «лазарет». Они вылечили и переправили к партизанам 67 раненых красноармейцев и офицеров. Затем Вера вступила в разведгруппу Я. А. Кохановского («Раскатов»). Выходя с сыном как бы на прогулку, на самом деле она изучала, а потом наносила на карту Бреста военные объекты врага. Одетая под белорусскую крестьянку, Вера побывала в десятках сёл и деревень Белоруссии, в том числе в Жабинке, устанавливая связи брестского подполья с подпольщиками на местах. Она распространяла сводки Совинформбюро и партизанские листовки, выясняла численность немецких гарнизонов, собирала оружие, медикаменты, инструментарий. Работая днём списчицей вагонов на станции Брест, а вечером — уборщицей в общежитии немецких железнодорожников, Вера Горбачёва установила связи с машинисткой гестапо немкой Еленой Дрозд и её дочерью Антониной Дрозд — женой начальника брестской полиции Когута. У них, а также немцев-железнодорожников, недовольных гитлеровским режимом в Германии, Вера добывала ценные сведения, которые затем передавались партизанам. Она готовила чертежи для диверсий в Бресте и на железнодорожном узле и сама принимала в них участие. Вере удалось добыть данные о подготовке немцами в мае 1943 года на Курском направлении операции «Цитадель». Последним разведдонесением Веры Горбачёвой в феврале 1944 года было о мероприятиях немцев у Бреста по рубежу реки Буг на случай отхода и о минировании промышленных и коммунально-бытовых предприятий, железнодорожных и портовых сооружений, складов и общественных зданий города.
Утром 24 февраля 1944 года на Интернациональной улице Вера Горбачёва вместе с сыном была задержана патрулём и переправлена в комендатуру, а оттуда в Брестскую тюрьму. После допросов с применением пыток Веру вместе с сыном отправили в концлагерь для женщин Равенсбрюк (лагерные номера 83788 и 83789), где она была казнена в газовой камере.

## Память
- 27 февраля 1975 года улица Казачья города Ртищево была переименована в улицу Веры Горбачёвой.
- На доме в городе Ртищево, в котором Вера Васильевна проживала с 1929 по 1940 год, установлена мемориальная доска.